# J1리그 2021
J1리그 2021는 J1리그의 29번째 시즌이다. 메이지 야스다 생명 보험과 리그 타이틀 스폰서 계약을 4년간 체결해서 2021 메이지 야스다 생명 J1리그로 리그를 진행한다. 리그 일정은 추후 확정될 것이다. 풀-리그 방식으로 치러진다. 2021년 시즌에 한해 일시적으로 20개팀 체제로 운영될 것이다. 2021년초에 J2리그에서 최상위 2팀들이 승격하고, 2022년 시즌에 18개팀 체제로 복귀할 것이므로 2021년 시즌말에 최하위 4팀들이 J2리그로 강등될 것이다.

## 참가 팀
1993년 첫 시즌부터 2020년 시즌까지 강등되지 않았던 클럽은 두 팀으로, 가시마 앤틀러스, 요코하마 F. 마리노스이다.

### 승격팀과 강등팀
| Pos. | J1리그 2020 시즌에서 강등 |
| ---- | ------------------------- |
| 순위 | 강등팀 없음               |

| 순위          | J2리그 2020 시즌에서 J1리그 2021 시즌으로 승격 |
| ------------- | ---------------------------------------------- |
| 1위(우승팀)   | 도쿠시마 보르티스                              |
| 2위(준우승팀) | 아비스파 후쿠오카                              |

2021 시즌 참가팀
| 구단                     | 연고지                                         | 경기장                                                            | 수용인원 | 감독                | 비고             |
| ------------------------ | ---------------------------------------------- | ----------------------------------------------------------------- | -------- | ------------------- | ---------------- |
| 가와사키 프론탈레        | 가나가와현, 가와사키시                         | 도도로키 육상 경기장                                              | 27,495   | 오니키 도루         | J1리그 2020 1위  |
| 감바 오사카              | 오사카부 스이타시 외 6개 시                    | 파나소닉 스타디움                                                 | 39,694   | 미야모토 쓰네야스   | J1리그 2020 2위  |
| 나고야 그램퍼스          | 아이치현, 나고야시 & 도요타시 & 미요시시       | 도요타 스타디움                                                   | 45,000   | 마시모 피카덴티     | J1리그 2020 3위  |
| 가시마 앤틀러스          | 이바라키현, 가시마시 외 4개 시                 | 가시마 사커 스타디움                                              | 40,728   | 자구                | J1리그 2020 4위  |
| FC 도쿄                  | 도쿄도                                         | 도쿄 스타디움                                                     | 49,970   | 하세가와 켄타       | J1리그 2020 5위  |
| 세레소 오사카            | 오사카부, 오사카시 & 사카이시                  | 얀마 스타디움                                                     | 47,816   | 미구엘 앙겔 로티나  | J1리그 2020 6위  |
| 요코하마 F. 마리노스     | 가나가와현, 요코하마시 & 요코스카시 & 야마토시 | 닛산 스타디움                                                     | 72,327   | 엔제 포스테코글루   | J1리그 2020 7위  |
| 산프레체 히로시마        | 히로시마현, 히로시마시                         | 에디온 스타디움                                                   | 50,000   | 조후쿠 히로시       | J1리그 2020 8위  |
| 우라와 레드 다이아몬즈   | 사이타마현, 사이타마시                         | 사이타마 스타디움 2002                                            | 63,700   | 오츠키 츠요시       | J1리그 2020 9위  |
| 가시와 레이솔            | 지바현, 가시와시                               | 히타치 가시와 축구장                                              | 15,349   | 네우시뉴 밥치스타   | J1리그 2020 10위 |
| 오이타 트리니타          | 오이타현                                       | 오이타 은행 돔                                                    | 40,000   | 가타노사카 도모히로 | J1리그 2020 11위 |
| 비셀 고베                | 효고현, 고베시                                 | 노에비아 스타디움                                                 | 34,000   | 토르스텐 핑크       | J1리그 2020 12위 |
| 홋카이도 콘사돌레 삿포로 | 홋카이도, 삿포로시                             | 삿포로 돔                                                         | 41,484   | 미하일로 페트로비치 | J1리그 2020 13위 |
| 사간 도스                | 사가현, 도스시                                 | 베스트 아메니티 스타디움                                          | 24,490   | 김명휘              | J1리그 2020 14위 |
| 요코하마 FC              | 가나가와현, 요코하마시                         | 닛파쓰 미쓰자와 구기장                                            | 15,454   | 시모타이라 다카히로 | J1리그 2020 15위 |
| 쇼난 벨마레              | 가나가와현, 히라쓰카시 외 8개 시, 11개 정(町)  | 쇼난 BMW 스타디움 히라쓰카                                        | 15,690   | 우키시마 빈         | J1리그 2020 16위 |
| 시미즈 에스펄스          | 시즈오카현, 시즈오카시                         | IAI 스타디움                                                      | 20,299   | 피터 츠클라모프스키 | J1리그 2020 17위 |
| 베갈타 센다이            | 미야기현, 센다이시                             | 유아텍 스타디움 센다이                                            | 19,694   | 기야마 다카시       | J1리그 2020 18위 |
| 도쿠시마 보르티스        | 도쿠시마현, 나루토시                           | 포카리 스웨트 스타디움(도쿠시마현 나루토 종합운동공원 육상경기장) | 19,637   | 미정                | J2리그 2020 우승 |
| 아비스파 후쿠오카        | 후쿠오카현, 후쿠오카시                         | 베스트 뎅키 스타디움(히가시히라오 공원 하카타노모리 구기장)       | 22,563   | 미정                | J2리그 2020 2위  |

### 도도부현별 클럽 수
| # | 도도부현    | 클럽 수 | 클럽 |
| - | ----------- | ------- | --- |
| 1 | 간토 권역   | 8       | 가시마 앤틀러스(이바라키현), 가시와 레이솔(지바현), 가와사키 프론탈레, FC 도쿄(도쿄도 조후시), 쇼난 벨마레, 요코하마 F. 마리노스, 요코하마 FC, 우라와 레즈(사이타마현) |
| 2 | 간사이 권역 | 3       | 빗셀 고베(효고현), 감바 오사카(오사카부 스이타시), 세레소 오사카 |
| 3 | 규슈 권역   | 3       | 사간 도스, 오이타 트리니타, 아비스파 후쿠오카 |
| 4 | 홋카이도    | 1       | 홋카이도 콘사도레 삿포로 |
| 4 | 미야기현    | 1       | 베갈타 센다이 |
| 4 | 시즈오카현  | 1       | 시미즈 S-펄스 |
| 4 | 시코쿠 권역 | 1       | 도쿠시마 보르티스 |
| 4 | 아이치현    | 1       | 나고야 그램퍼스 |
| 4 | 히로시마현  | 1       | 산프레체 히로시마 |

## 결과

### 리그 순위
| 순위 | 팀                       | 경기 | 승 | 무 | 패 | 득 | 실 | 차  | 승점 | 참가 자격 및 강등                  |
| ---- | ------------------------ | ---- | -- | -- | -- | -- | -- | --- | ---- | ---------------------------------- |
| 1    | 가와사키 프론탈레 (C)    | 38   | 28 | 8  | 2  | 81 | 28 | +53 | 92   | 2022년 AFC 챔피언스리그 조별 리그  |
| 2    | 요코하마 F. 마리노스     | 38   | 24 | 7  | 7  | 82 | 35 | +47 | 79   | 2022년 AFC 챔피언스리그 조별 리그  |
| 3    | 비셀 고베                | 38   | 21 | 10 | 7  | 62 | 36 | +26 | 73   | 2022년 AFC 챔피언스리그 플레이오프 |
| 4    | 가시마 앤틀러스          | 38   | 21 | 6  | 11 | 62 | 36 | +26 | 69   |                                    |
| 5    | 나고야 그램퍼스          | 38   | 19 | 9  | 10 | 44 | 30 | +14 | 66   |                                    |
| 6    | 우라와 레드 다이아몬즈   | 38   | 18 | 9  | 11 | 45 | 38 | +7  | 63   | 2022년 AFC 챔피언스리그 조별 리그  |
| 7    | 사간 도스                | 38   | 16 | 11 | 11 | 43 | 35 | +8  | 59   |                                    |
| 8    | 아비스파 후쿠오카        | 38   | 14 | 12 | 12 | 42 | 37 | +5  | 54   |                                    |
| 9    | FC 도쿄                  | 38   | 15 | 8  | 15 | 49 | 53 | −4  | 53   |                                    |
| 10   | 홋카이도 콘사도레 삿포로 | 38   | 14 | 9  | 15 | 48 | 50 | −2  | 51   |                                    |
| 11   | 산프레체 히로시마        | 38   | 12 | 13 | 13 | 44 | 42 | +2  | 49   |                                    |
| 12   | 세레소 오사카            | 38   | 13 | 9  | 16 | 47 | 51 | −4  | 48   |                                    |
| 13   | 감바 오사카              | 38   | 12 | 8  | 18 | 33 | 49 | −16 | 44   |                                    |
| 14   | 시미즈 S-펄스            | 38   | 10 | 12 | 16 | 37 | 54 | −17 | 42   |                                    |
| 15   | 가시와 레이솔            | 38   | 12 | 5  | 21 | 37 | 56 | −19 | 41   |                                    |
| 16   | 쇼난 벨마레              | 38   | 7  | 16 | 15 | 36 | 41 | −5  | 37   |                                    |
| 17   | 도쿠시마 보르티스 (R)    | 38   | 10 | 6  | 22 | 34 | 55 | −21 | 36   | J2리그로 강등                      |
| 18   | 오이타 트리니타 (R)      | 38   | 9  | 8  | 21 | 31 | 55 | −24 | 35   | J2리그로 강등                      |
| 19   | 베갈타 센다이 (R)        | 38   | 5  | 13 | 20 | 31 | 62 | −31 | 28   | J2리그로 강등                      |
| 20   | 요코하마 FC (R)          | 38   | 6  | 9  | 23 | 32 | 77 | −45 | 27   | J2리그로 강등                      |

1. 1 2  우라와 레즈 구단이 부정선수였던 스즈키 지온을 참가시킨 후, 일본프로축구리그는 쇼난 벨마레에게 3-0 몰수승을 부여하였다.
 원래 스코어는 쇼난 벨마레의 3-2 승리였다.[1][2]
2. ↑  천황배 우승팀 자격으로 2022년 AFC 챔피언스리그 조별 리그에 진출하였다.

- 제2라운드(3월 6~7일) 중 감바 오사카 대 가시마 경기는 감바 오사카 선수단 상당수가 코로나-19 집단감염되어서 무기한 연기되었다.
- 제3라운드(3월 10일) 중 감바 오사카 대 오이타 경기는 감바 오사카 선수단 상당수가 코로나-19 집단감염되어서 무기한 연기되었다.
- 제4라운드(3월 13일) 중 콘사도레 삿포로 대 감바 오사카 경기는 감바 오사카 선수단 상당수가 코로나-19 집단감염되어서 무기한 연기되었다.
- 제5라운드(3월 17일) 중 베갈타 센다이 대 감바 오사카 경기는 감바 오사카 선수단 상당수가 코로나-19 집단감염되어서 무기한 연기되었다.
- 제6라운드(3월 21일) 중 감바 오사카 대 요코하마 F. 마리노스 경기는 감바 오사카 선수단 상당수가 코로나-19 집단감염되어서 무기한 연기되었다.
- 제11라운드 중 가와사키 프론탈레 대 세레소 오사카 경기는 당초 4월 하순~5월 초순에 잡혔던 AFC 챔피언스리그 조별 리그(나중에 6월 하순~7월 초순으로 연기) 일정 때문에 3월 3일로 앞당겨서 시행되었다.
- 제11라운드 중 나고야 대 감바 오사카 경기(당초 3월 3일)는 감바 오사카 선수단 상당수가 코로나-19 집단감염되어서 무기한 연기되었다.
- 제18라운드 중 사간 도스 대 감바 오사카, 세레소 오사카 대 도쿠시마 보르티스 경기는 오사카 2팀들의 AFC 챔피언스리그 2021 조별 리그 참가 관계로 4월 14일로 앞당겨서 시행되었다.
시미즈 S펄스 대 가와사키 프론탈레 경기는 가와사키의 AFC 챔피언스리그 참가 관계로 7월 17일로 연기되었다.
나고야 그램퍼스 대 요코하마 F 마리노스 경기는 나고야의 AFC 챔피언스리그 참가 관계로 8월 12일로 연기되었다.
- 제19라운드 중 가와사키 프론탈레 대 아비스타 후쿠오카, 나고야 그램퍼스 대 산프레체 히로시마 경기는 가와사키와 나고야의 AFC 챔피언스리그 2021 조별 리그 참가 관계로 4월 14일로 앞당겨서 시행되었다.
쇼난 벨마레 대 감바 오사카 경기는 감바 오사카의 AFC 챔피언스리그 참가 관계로 6월 2일로 앞강겨서 시행되었다.
- 제20라운드 중 감바 오사카 대 산프레체 히로시마, 가와사키 프론탈레 대 베갈타 센다이 경기는 가와사키와 감바 오사카의 AFC 챔피언스리그 2021 조별 리그 참가 관계로 5월 12일로 앞당겨서 시행되었다.
세레소 오사카 대 빗셀 고베, 사간 도스 대 나고야 그램퍼스 경기는 세레소 오사카와 나고야의 AFC 챔피언스리그 참가 관계로 7월 17일로 연기되었다.
- 제21라운드 중 나고야 그램퍼스 대 가시마 앤틀러스 경기는 나고야의 AFC 챔피언스리그 2021 조별 리그 참가 관계로 5월 12일로 앞당겨서 시행되었다.
요코하마 FC 대 가와사키 프론탈레 경기는 가와사키의 AFC 챔피언스리그 참가 관계로 6월 2일로 앞당겨서 시행되었다.
아비스파 후쿠오카 대 감바 오사카 경기와 세레소 오사카 대 FC 도쿄 경기는 오사카 2팀들의 AFC 챔피언스리그 참가 관계로 각각 7월 17일과 7월 21일로 연기되었다.
- 제22라운드 중 나고야 그램퍼스 대 가와사키 프론탈레 경기는 가와사키와 나고야의 AFC 챔피언스리그 2021 조별 리그 참가 관계로 4월 29일로 앞당겨서 시행되었다.
감바 오사카 대 빗셀 고베 경기와 사간 도스 대 세레소 오사카 경기는 오사카 2팀들의 AFC 챔피언스리그 참가 관계로 각각 7월 21일과 7월 24일로 연기되었다.
- 제24라운드 중 산프레체 히로시마 대 비셀 고베 경기는 9월 5일로 연기되었다.
- 제28라운드 중 가와사키 대 비셀 고베 경기는 가와사키가 2021년 AFC 챔피언스리그 16강전 원정경기 준비 관계로 9월 29일로 연기되었다.
- 제32라운드 중 산프레체 히로시마 대 세레소 오사카, FC 도쿄 대 나고야, 가시마 앤틀러스 대 가와사키 프론탈레  3경기들은  세레소 오사카, 나고야, 가와사키 프론탈레 3팀들의 2021년 AFC 챔피언스리그 8강전과 준결승전 준비 관계로 9월 22일로 앞당겨졌다.

### 라운드 별 순위
선두 & AFC 챔피언스리그 2022 조별 리그

  AFC 챔피언스리그 2022 조별 리그

  AFC 챔피언스리그 2022 플레이오프

  J2리그 2022으로 강등
| 팀 / 라운드              | 1  | 2  | 3  | 4  | 5  | 6  | 7  | 8  | 9  | 10 | 11 | 12 | 13 | 14 | 15 | 16 | 17 | 18 | 19 | 20 | 21 | 22 | 23 | 24 | 25 | 26 | 27 | 28 | 29 | 30 | 31 | 32 | 33 | 34 | 35 | 36 | 37 | 38 |
| 팀 / 라운드              |    |    |    |    |    |    |    |    |    |    |    |    |    |    |    |    |    |    |    |    |    |    |    |    |    |    |    |    |    |    |    |    |    |    |    |    |    |    |
| ------------------------ | -- | -- | -- | -- | -- | -- | -- | -- | -- | -- | -- | -- | -- | -- | -- | -- | -- | -- | -- | -- | -- | -- | -- | -- | -- | -- | -- | -- | -- | -- | -- | -- | -- | -- | -- | -- | -- | -- |
| 가와사키 프론탈레        | 3  | 1  | 1  | 1  | 1  | 1  | 1  | 1  | 1  | 1  | 1  | 1  | 1  | 1  | 1  | 1  | 1  | 1  | 1  | 1  | 1  | 1  | 1  | 1  | 1  | 1  | 1  | 1  | 1  | 1  | 1  | 1  | 1  | 1  | 1  | 1  | 1  | 1  |
| 요코하마 F. 마리노스     | 18 | 14 | 10 | 5  | 5  | 2  | 8  | 8  | 7  | 6  | 4  | 4  | 3  | 4  | 4  | 4  | 3  | 2  | 2  | 2  | 2  | 2  | 2  | 2  | 2  | 2  | 2  | 2  | 2  | 2  | 2  | 2  | 2  | 2  | 2  | 2  | 2  | 2  |
| 빗셀 고베                | 6  | 7  | 4  | 6  | 8  | 7  | 5  | 3  | 3  | 5  | 6  | 5  | 5  | 7  | 8  | 7  | 6  | 5  | 4  | 3  | 3  | 3  | 4  | 3  | 4  | 3  | 4  | 4  | 4  | 4  | 3  | 3  | 3  | 3  | 3  | 3  | 3  | 3  |
| 가시마 앤틀러스          | 17 | 6  | 13 | 11 | 14 | 15 | 16 | 14 | 15 | 12 | 13 | 10 | 9  | 6  | 7  | 6  | 8  | 8  | 7  | 7  | 7  | 8  | 5  | 3  | 6  | 5  | 3  | 7  | 7  | 6  | 6  | 7  | 6  | 5  | 4  | 5  | 4  | 4  |
| 나고야 그램퍼스          | 5  | 3  | 3  | 2  | 2  | 2  | 2  | 2  | 2  | 2  | 2  | 2  | 2  | 2  | 2  | 2  | 2  | 6  | 2  | 5  | 2  | 2  | 6  | 6  | 5  | 4  | 6  | 4  | 3  | 3  | 4  | 3  | 4  | 4  | 5  | 4  | 5  | 5  |
| 우라와 레즈              | 8  | 15 | 11 | 13 | 12 | 13 | 12 | 10 | 9  | 10 | 8  | 9  | 8  | 8  | 6  | 8  | 7  | 9  | 6  | 5  | 5  | 5  | 8  | 7  | 7  | 7  | 7  | 6  | 6  | 5  | 5  | 5  | 5  | 6  | 6  | 6  | 6  | 6  |
| 사간 도스                | 6  | 2  | 2  | 3  | 3  | 3  | 4  | 7  | 4  | 3  | 3  | 3  | 4  | 3  | 3  | 3  | 4  | 4  | 5  | 4  | 6  | 4  | 3  | 4  | 3  | 6  | 5  | 3  | 5  | 7  | 7  | 7  | 7  | 7  | 7  | 7  | 7  | 7  |
| 아비스파 후쿠오카        | 14 | 13 | 16 | 12 | 9  | 10 | 10 | 11 | 11 | 11 | 9  | 7  | 6  | 5  | 5  | 5  | 5  | 7  | 11 | 10 | 11 | 11 | 11 | 10 | 10 | 10 | 9  | 8  | 9  | 8  | 8  | 8  | 8  | 8  | 8  | 8  | 8  | 8  |
| FC 도쿄                  | 8  | 5  | 9  | 10 | 7  | 6  | 7  | 9  | 8  | 8  | 10 | 11 | 13 | 11 | 11 | 11 | 12 | 11 | 10 | 8  | 6  | 7  | 7  | 9  | 9  | 8  | 8  | 9  | 8  | 9  | 9  | 8  | 9  | 9  | 9  | 9  | 9  | 9  |
| 홋카이도 콘사도레 삿포로 | 1  | 8  | 12 | 10 | 13 | 14 | 13 | 14 | 14 | 16 | 14 | 14 | 11 | 13 | 12 | 12 | 11 | 10 | 12 | 11 | 11 | 10 | 9  | 8  | 8  | 9  | 10 | 10 | 11 | 12 | 11 | 11 | 11 | 12 | 12 | 12 | 10 | 10 |
| 산프레체 히로시마        | 8  | 11 | 6  | 7  | 6  | 5  | 6  | 4  | 6  | 7  | 7  | 8  | 10 | 10 | 9  | 9  | 9  | 6  | 6  | 9  | 9  | 9  | 10 | 10 | 11 | 11 | 11 | 11 | 10 | 10 | 10 | 10 | 10 | 10 | 10 | 10 | 12 | 11 |
| 세레소 오사카            | 3  | 9  | 5  | 4  | 4  | 4  | 3  | 5  | 5  | 4  | 4  | 6  | 7  | 9  | 10 | 10 | 10 | 5  | 11 | 12 | 12 | 12 | 12 | 13 | 12 | 12 | 12 | 12 | 12 | 11 | 12 | 11 | 12 | 11 | 11 | 11 | 11 | 12 |
| 감바 오사카              | 15 | 17 | 15 | 13 | 13 | 13 | 18 | 18 | 18 | 17 | 17 | 18 | 18 | 18 | 19 | 18 | 18 | 17 | 16 | 18 | 17 | 17 | 13 | 12 | 13 | 13 | 13 | 14 | 14 | 14 | 14 | 14 | 13 | 13 | 13 | 13 | 13 | 13 |
| 시미즈 S-펄스            | 2  | 4  | 7  | 8  | 10 | 9  | 11 | 12 | 13 | 14 | 16 | 16 | 16 | 16 | 16 | 15 | 15 | 13 | 15 | 14 | 13 | 13 | 14 | 14 | 14 | 16 | 16 | 16 | 15 | 15 | 15 | 15 | 15 | 16 | 16 | 16 | 15 | 14 |
| 가시와 레이솔            | 18 | 10 | 14 | 16 | 16 | 17 | 17 | 17 | 16 | 15 | 12 | 13 | 15 | 15 | 15 | 16 | 16 | 18 | 18 | 16 | 16 | 15 | 15 | 15 | 15 | 14 | 14 | 13 | 13 | 13 | 13 | 13 | 14 | 14 | 14 | 14 | 14 | 15 |
| 쇼난 벨마레              | 15 | 19 | 19 | 15 | 15 | 16 | 14 | 15 | 12 | 13 | 15 | 15 | 12 | 14 | 14 | 14 | 14 | 13 | 14 | 13 | 14 | 14 | 17 | 17 | 17 | 15 | 15 | 15 | 16 | 16 | 17 | 17 | 16 | 15 | 15 | 15 | 16 | 16 |
| 도쿠시마 보르티스        | 8  | 12 | 15 | 17 | 17 | 12 | 9  | 9  | 10 | 9  | 11 | 12 | 14 | 12 | 13 | 13 | 13 | 9  | 14 | 15 | 15 | 16 | 16 | 16 | 16 | 17 | 17 | 17 | 17 | 17 | 16 | 16 | 17 | 17 | 17 | 17 | 17 | 17 |
| 오이타 트리니타          | 8  | 6  | 19 | 9  | 11 | 11 | 15 | 16 | 17 | 18 | 18 | 17 | 17 | 17 | 18 | 19 | 19 | 19 | 19 | 19 | 19 | 18 | 19 | 19 | 19 | 20 | 20 | 19 | 19 | 19 | 18 | 18 | 18 | 18 | 18 | 18 | 18 | 18 |
| 베갈타 센다이            | 8  | 16 | 17 | 18 | 18 | 18 | 20 | 19 | 19 | 19 | 19 | 19 | 19 | 19 | 17 | 17 | 17 | 16 | 16 | 19 | 17 | 17 | 18 | 18 | 18 | 18 | 18 | 18 | 18 | 18 | 19 | 20 | 19 | 19 | 19 | 19 | 19 | 19 |
| 요코하마 FC              | 20 | 20 | 20 | 20 | 20 | 20 | 19 | 20 | 20 | 20 | 20 | 20 | 20 | 20 | 20 | 20 | 20 | 20 | 20 | 20 | 20 | 20 | 20 | 20 | 20 | 19 | 19 | 20 | 20 | 20 | 20 | 19 | 20 | 20 | 20 | 20 | 20 | 20 |

|}

* 마지막 업데이트 : 2021년 12월 4일
* 출처 : 메이지 야스다 J1리그/
* 순위 결정방식 : 
1) 승점; 2) 골 득실차; 3) 득점 수.
* (C) = 우승; (R) = 강등; (P) = 승격; (O) = 플레이오프 승리; (A) = 다음 라운드 진출 
* 시즌이 끝나지 않은 경우만 사용되는 표시: 
(Q) = 대항전 진출 자격이 됨; (TQ) = 대항전 진출 자격이 됐으나 진출할 라운드가 정해지지 않음; (RQ) = 강등 결정전 진출 자격이 됨; (DQ) = 대항전 진출 자격을 잃음.

### 리그 결과
| 원정홈                   | 가시마 | 가시와 | 가와사키 | 고베 | 나고야 | 도스 | FC 도쿄 | 도쿠시마 | 삿포로 | 센다이 | 쇼난 | 시미즈 | 감바 오사카 | 세레소 오사카 | 오이타 트리니타 | 요코하마 FM | 요코하마 FC | 우라와 | 후쿠오카 | 히로시마 |
| 가시마 앤틀러스          |        | 2–1    | 1–2      | 1–1  | 0–1    | 1–0  | 3–0     | 3–0      | 4–0    | 1–1    | 3–1  | 1–3    | 3–1         | 1–0           | 0–0             | 5–3         | 1–2         | 1–0    | 0–3      | 1–1      |
| 가시와 레이솔            | 2–1    |        | 0–0      | 1–2  | 0–1    | 1–3  | 0–4     | 5–1      | 1–2    | 1–1    | 2–1  | 1–2    | 1–0         | 1–0           | 2–3             | 1–2         | 1–0         | 0–2    | 0–0      | 0–3      |
| 가와사키 프론탈레        | 2–1    | 1–0    |          | 3–1  | 3–2    | 1–0  | 1–0     | 2–0      | 2–0    | 2–2    | 2–1  | 1–0    | 4–1.        | 3–2           | 2–0             | 2–0         | 3–1         | 1–1    | 3–1      | 1–1      |
| 비셀 고베                | 1–0    | 1–2    | 1–1      |      | 0–1    | 1–1  | 0–1     | 1–0      | 1–0    | 4–2    | 3–1  | 1–1    | 1–0         | 1–1           | 1–0             | 0–2         | 5–0         | 5–1    | 1–0      | 3–0      |
| 나고야 그램퍼스          | 0–2    | 2–0    | 0–4      | 2–2  |        | 1–2  | 0–0     | 3–0      | 1–0    | 0–1    | 1–0  | 1–1    | 2–0         | 1–0           | 1–0             | 2–1         | 3–0         | 0–0    | 1–0      | 1–0      |
| 사간 도스                | 2–1    | 2–0    | 3–1      | 0–2  | 3–1    |      | 1–0     | 2–0      | 1–0    | 5–0    | 1–1  | 2–1    | 0–1         | 3–3           | 0–0             | 0–4         | 3–0         | 2–0    | 0–0      | 0–0      |
| FC 도쿄                  | 1–2    | 0–1    | 2–4      | 2–3  | 1–1    | 1–2  |         | 0–2      | 2–1    | 2–1    | 3–2  | 4–0    | 1–0         | 3–2           | 3–0             | 0–3         | 4–0         | 1–2    | 0–0      | 0–0      |
| 도쿠시마 보르티스        | 0–1    | 0–1    | 1–3      | 1–1  | 0–0    | 3–0  | 0–1     |          | 1–2    | 1–0    | 1–1  | 2–2    | 2–1         | 0–1           | 1–1             | 0–1         | 2–1         | 0–1    | 1–2      | 2–4      |
| 홋카이도 콘사도레 삿포로 | 2–2    | 3–1    | 0–2      | 3–4  | 0–2    | 0–0  | 3–2     | 1–0      |        | 2–1    | 1–1  | 2–0    | 0–2         | 0–3           | 2–0             | 1–3         | 5–1         | 2–1    | 0–0      | 0–2      |
| 베갈타 센다이            | 0–1    | 1–0    | 1–5      | 0–2  | 1–1    | 0–1  | 1–2     | 0–1      | 1–1    |        | 0–2  | 2–3    | 0–1         | 1–1           | 2–1             | 0–0         | 0–0         | 0–0    | 0–1      | 2–0      |
| 쇼난 벨마레              | 1–2    | 2–4    | 1–1      | 0–0  | 0–0    | 0–1  | 0–1     | 0–1      | 0–0    | 3–1    |      | 1–1    | 0–0         | 0–0           | 2–0             | 0–1         | 2–1         | 0–0    | 1–1      | 0–0      |
| 시미즈 S-펄스            | 0–4    | 0–1    | 0–2      | 0–2  | 0–3    | 0–0  | 3–0     | 0–3      | 2–2    | 2–1    | 1–1  |        | 0–1         | 2–1           | 1–0             | 2–2         | 1–1         | 0–2    | 2–2      | 1–0      |
| 감바 오사카              | 0–1    | 2–1    | 0–2      | 1–2  | 1–3    | 1–0  | 0–0     | 2–1      | 1–5    | 2–3    | 0–0  | 0–0    |             | 0–1           | 2–1             | 2–3         | 2–0         | 0–3    | 0–0      | 1–2      |
| 세레소 오사카            | 1–2    | 2–0    | 1–4      | 1–1  | 2–1    | 1–0  | 3–3     | 1–2      | 0–2    | 0–0    | 1–5  | 2–1    | 1–1         |               | 1–0             | 2–1         | 3–1         | 1–0    | 2–2      | 1–2      |
| 오이타 트리니타          | 0–0    | 0–1    | 0–2      | 1–3  | 0–3    | 1–1  | 1–1     | 1–1      | 1–1    | 2–0    | 2–0  | 1–0    | 2–3         | 1–0           |                 | 0–1         | 2–0         | 1–0    | 2–1      | 1–3      |
| 요코하마 F. 마리노스     | 0–2    | 1–1    | 1–1      | 2–0  | 2–0    | 2–0  | 8–0     | 1–0      | 2–1    | 5–0    | 1–1  | 2–1    | 0–1         | 1–0           | 5–1             |             | 5–0         | 3–0    | 2–0      | 3–3      |
| 요코하마 FC              | 0–3    | 1–1    | 0–2      | 0–2  | 2–0    | 0–0  | 0–1     | 5–3      | 0–1    | 2–2    | 2–0  | 1–1    | 3–1         | 1–4           | 1–2             | 2–2         |             | 0–2    | 1–1      | 0–3      |
| 우라와 레드 다이아몬드   | 2–1    | 5–1    | 0–5      | 2–0  | 0–0    | 2–1  | 1–1     | 1–0      | 0–0    | 2–0    | 2–3  | 0–1    | 1–1         | 2–0           | 3–2             | 2–1         | 2–0         |        | 2–0      | 1–0      |
| 아비스파 후쿠오카        | 1–0    | 1–0    | 1–0      | 1–2  | 1–2    | 3–0  | 1–0     | 3–0      | 1–2    | 2–2    | 2–1  | 1–2    | 0–1         | 2–1           | 1–0             | 1–3         | 1–1         | 2–0    |          | 1–1      |
| 산프레체 히로시마        | 1–4    | 1–0    | 1–1      | 1–1  | 1–0    | 1–1  | 1–2     | 0–1      | 2–1    | 1–1    | 0–1  | 1–0    | 0–0         | 0–1           | 4–1             | 1–3         | 0–1         | 2–2    | 1–2      |          |

2021년 12월 4일까지 치른 모든 경기를 대상으로 함.
출처: [jleague.co.jp Results on the official website of the J League] (언어 오류(jp))
색상: 파랑 = 홈팀 승; 노랑 = 무승부; 빨강 = 원정 팀 승.

- 제2라운드(3월 6~7일) 중 감바 오사카 대 가시마 경기는 감바 오사카 선수단 상당수가 코로나-19 집단감염되어서 무기한 연기되었다.
- 제3라운드(3월 10일) 중 감바 오사카 대 오이타 경기는 감바 오사카 선수단 상당수가 코로나-19 집단감염되어서 무기한 연기되었다.
- 제4라운드(3월 13일) 중 콘사도레 삿포로 대 감바 오사카 경기는 감바 오사카 선수단 상당수가 코로나-19 집단감염되어서 무기한 연기되었다.
- 제5라운드(3월 17일) 중 베갈타 센다이 대 감바 오사카 경기는 감바 오사카 선수단 상당수가 코로나-19 집단감염되어서 무기한 연기되었다.
- 제6라운드(3월 21일) 중 감바 오사카 대 요코하마 F. 마리노스 경기는 감바 오사카 선수단 상당수가 코로나-19 집단감염되어서 무기한 연기되었다.
- 제11라운드 중 나고야 대 감바 오사카 경기(당초 3월 3일)는 감바 오사카 선수단 상당수가 코로나-19 집단감염되어서 무기한 연기되었다.

## 외국인 선수 명단
- 2021시즌 J1리그에서 등록가능한 외국인 선수의 총수는 무제한이다,[102] 그러나 각 구단은 경기당 최대 5인의 외국인 선수들을 등록할 수 있다. 단, J리그 파트너 국가 소속 외국인 선수들(태국, 베트남, 미얀마, 캄보디아, 싱가포르, 인도네시아, 말레이시아, 카타르)은 이 제한으로부터 면제된다.

## 같이 보기
- J2리그 2021
- J3리그 2021